# Józef Krzyżanowski (1940–2012)
Józef Mieczysław Krzyżanowski (ur. 1940, zm. 5 września 2012) – polski inżynier mechanik. Absolwent z 1963 Politechniki Wrocławskiej. Od 2006 r. profesor na Wydziale Mechanicznym Politechniki Wrocławskiej. Odznaczony Medalem Komisji Edukacji Narodowej, Złotym Krzyżem Zasługi, Złotą Odznaką Politechniki Wrocławskiej. Pochowany na Cmentarzu Osobowickim we Wrocławiu.

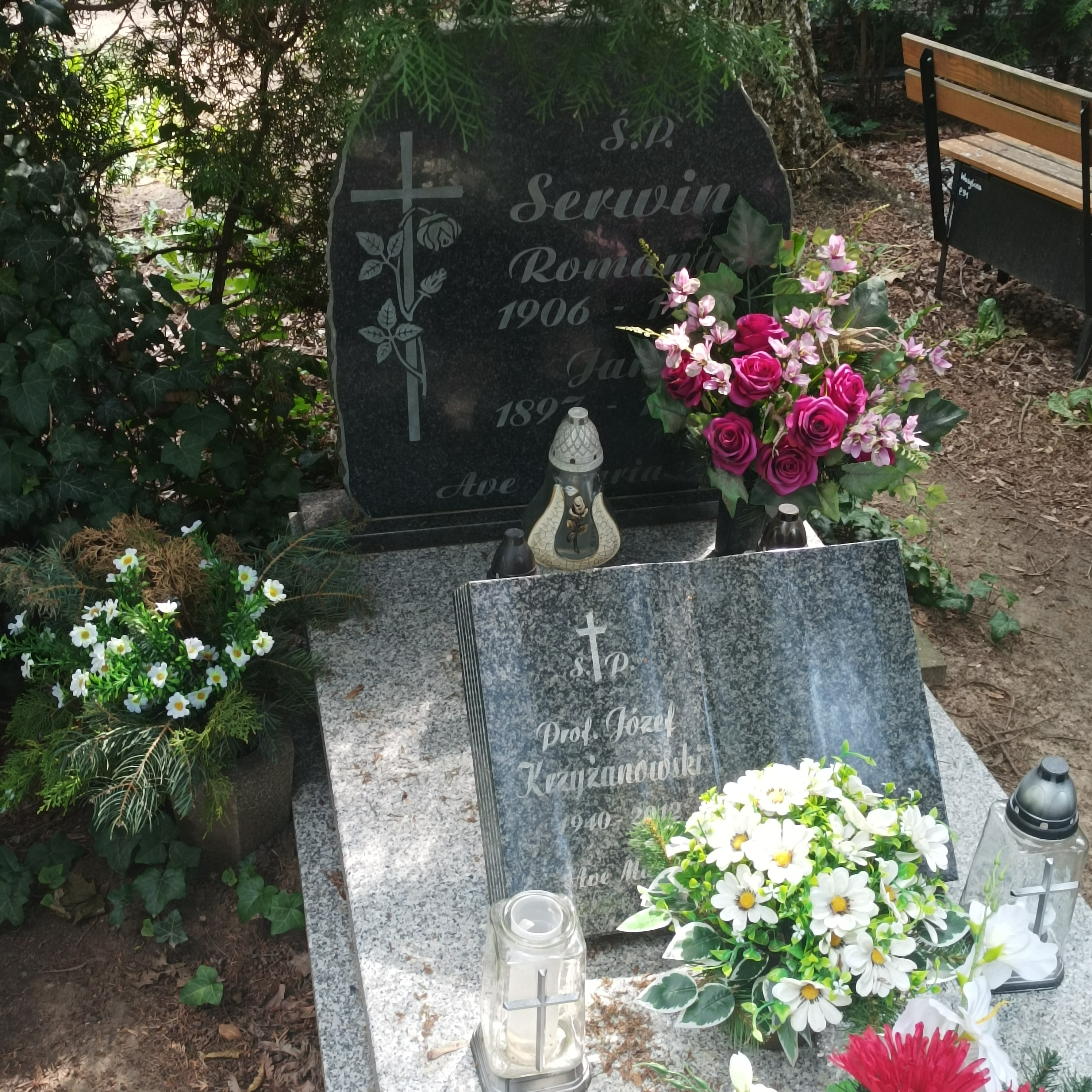
Grób prof. Józefa Krzyżanowskiego na Cmentarzu Osobowickim